# 二硫化物 (索引)
二硫化物是指含有S2基团或离子的化合物，主要可以分为以下两类：

## 无机物

### 含有两个−2价硫的化合物
- 二硫化钼 MoS2
- 二硫化钨 WS2
- 二硫化碳 CS2
- 二硫化硅 SiS2
- 二硫化锗 GeS2
- 二硫化锡 SnS2
- 二硫化硒 SeS2

### 含有S2−2的化合物
- 二硫化铁 FeS2 （硫铁矿）
- 二硫化钴 CoS2

- 二硫化镍 NiS2
- 二硫化钠 Na2S2

## 有机物
- 二甲基二硫 CH3-S-S-CH3
- 二烯丙基二硫 C6H10S2